# George Grunert

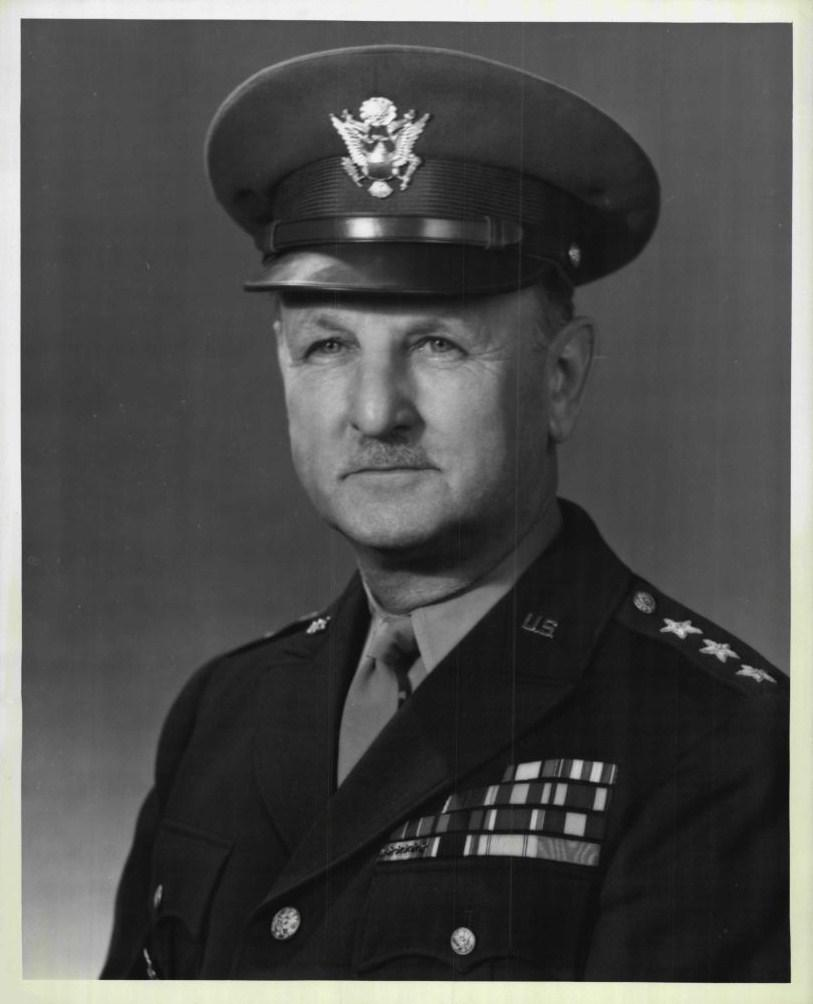
Generalleutnant George Grunert (1944)

George Grunert (* 21. Juli 1881 in White Haven, Pennsylvania; † 13. Januar 1971 in San Antonio, Texas) war ein US-amerikanischer Offizier der US Army, der unter anderem als Generalleutnant zwischen 1943 und 1944 Kommandierender General der Ersten US-Armee (First US Army) sowie von 1943 bis 1945 Kommandierender General des Verteidigungskommandos Ost (Eastern Defense Command) war.

## Leben

### Militärische Ausbildung und Erster Weltkrieg
George Grunert, Sohn deutscher Einwanderer, trat während des Spanisch-Amerikanischen Krieges 1898 in die US Army ein und diente in der Folgezeit auf den Philippinen, Kuba sowie weiteren Posten. Er war Quartiermeister (Quartermaster-Sergeant) einer Artillerieeinheit im Fort Monroe in Hampton und erhielt 1901 das Offizierspatent als Leutnant (Second Lieutenant) der Kavallerie. 1908 wurde er erneut in Kuba stationierte sowie 1910 in einer Kavallerieeinheit in Fort Oglethorpe in Georgia.
Während des Ersten Weltkrieges wurde er 1917 zu den Britischen Expeditionsstreitkräften BEF (British Expeditionary Force) nach Frankreich entsandt. Nach dem Kriegseintritt der USA in den Ersten Weltkrieg am 6. April 1917 war er Assistierender Chef des Stabes des I. Korps (I Corps) der Amerikanischen Expeditionsstreitkräfte AEF (American Expeditionary Forces). Er nahm an der Schlacht an der Aisne (27. Mai bis 6. Juni 1918) bei Château-Thierry, an der Ourcq, an der Vesle sowie später an der Westfront bei Saint-Mihiel und der Maas-Argonnen-Offensive teil. Er wurde für seine Verdienste während dieser Zeit 1919 erstmals mit der Army Distinguished Service Medal ausgezeichnet.

### Zwischenkriegszeit

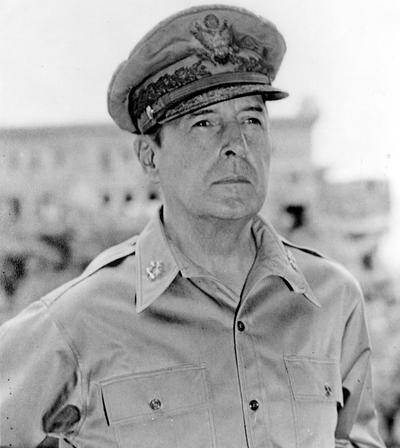
Generalleutnant Douglas MacArthur wurde 1940 Grunerts Nachfolger als Kommandierender General des Philippine Department.

Nach Kriegsende war Grunert 1919 Absolvent des US Army War College in den Washington Barracks und fand im Anschluss Verwendung bei der in Fort Dix stationierten 1. Infanteriedivision (1st Infantry Division), ehe er ins Büro des Chefs des Stabes des Heeres (Chief of Staff of the Army) in Washington, D.C. abgeordnet wurde. Während dieser Zeit wurde er am 27. April 1921 zum Oberstleutnant (Lieutenant-Colonel) befördert und wechselte 1925 ins Fort Huachuca in Arizona zum 10. Kavallerieregiment (10th Cavalry Regiment), deren Kommandeur (Commanding Officer) er zwischen dem 20. April und dem 20. August 1926 war. Nachdem er erneut im Büro des Chefs des Stabes des Heeres abgeordnet wurde, besuchte er zwischen 1930 und 1932 das Command and General Staff College (CGSC) in Fort Leavenworth. Am 1. August 1932 erfolgte seine Beförderung zum Oberst (Colonel). Im Anschluss war er am Army War College zwischen 1933 und 1935 zunächst Leiter der Kursabteilung für Militärischen Nachrichtendienst und Spionage sowie daraufhin von 1935 bis 1936 Leiter der Kursabteilung für Kriegsplanung.
Anschließend wurde George Grunert erneut auf die Philippinen versetzt, wo er zunächst vom 30. Oktober bis zum 24. Dezember 1936 Kommandeur des 26. Kavallerieregiments (26th Cavalry Regiment) der Philippine Scouts war. Am 1. November 1936 wurde er zum Brigadegeneral (Brigadier-General) befördert und fungierte danach zwischen dem 24. Januar 1937 und dem 6. Oktober 1938 als Kommandeur der zu den Philippine Scouts gehörenden 23. Brigade. Am 8. April 1937 löste er zudem Brigadegeneral John Lesesne DeWitt als Kommandierender General der Philippine Division ab und hatte diesen Posten bis zum 3. Juli 1937 inne, woraufhin Generalmajor John H. Hughes seine Nachfolge antrat. Nach seiner Rückkehr in die USA war er als Nachfolger von Brigadegeneral George C. Marshall vom 25. November 1938 bis zum 16. Oktober 1939 Kommandeur der in den Vancouver Barracks in Washington stationierten 5. Brigade. Im November 1939 kehrte er abermals auf die Philippinen zurück und wurde als Nachfolger von Brigadegeneral Henry Conger Pratt Kommandierender General der Philippine Division. Er wurde am 1. Dezember 1939 zum Generalmajor (Major-General) befördert und im Mai 1940 vom nunmehrigen Generalmajor Henry Conger Pratt als Kommandierender General der Philippine Division abgelöst. Er selbst wiederum löste am 10. Juni 1940 Generalmajor Walter Grant als Kommandierender General des Philippine Department ab und war damit Kommandeur der auf den Philippinen stationierten Verbände der US Army sowie als solcher zuständig für die Aufsicht und Kontrolle der Philippinischen Verteidigungsstreitkräfte PDF (Philippine Defence Force). Er verblieb auf diesem Posten bis zum 23. Oktober 1940 und wurde daraufhin von Generalleutnant Douglas MacArthur abgelöst, der im Juli 1940 aus dem Ruhestand in den aktiven Militärdienst zurückbeordert wurde.

### Zweiter Weltkrieg und Untersuchung des Angriffs auf Pearl Harbor

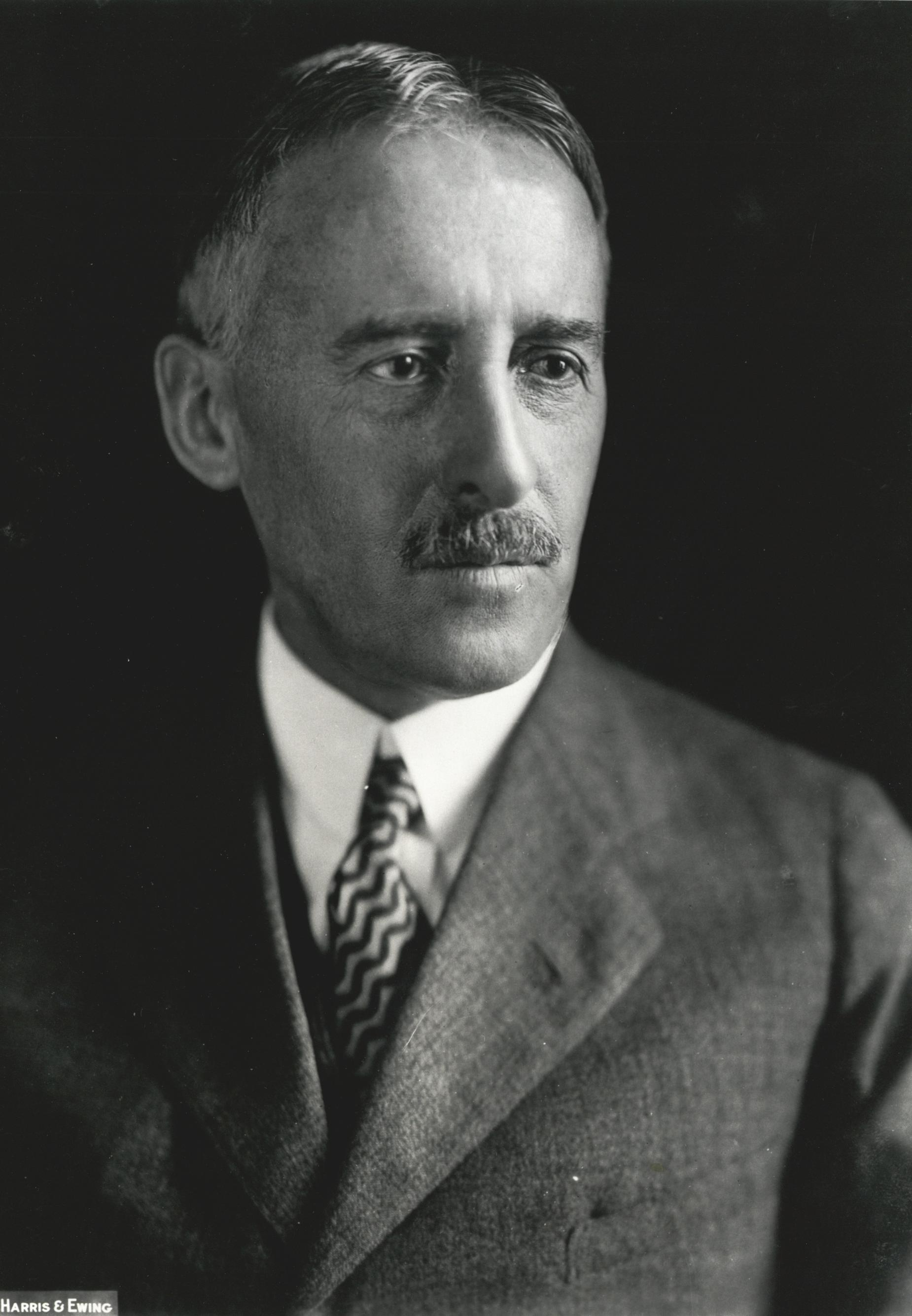
Kriegsminister Henry L. Stimson beauftragte Grunert im Juni 1944 mit der Untersuchung des Angriffs auf Pearl Harbor am 7. Dezember 1941.

Danach wurde das Philippine Department im November 1940 formell aufgelöst, woraufhin George Grunert in die USA zurückkehrte. Kurz darauf kam es zum Angriff auf Pearl Harbor am 7. Dezember 1941 und dem Eintritt der Vereinigten Staaten in den Zweiten Weltkrieg am darauf folgenden 8. Dezember 1941. Grunert war zuerst als Nachfolger von Generalmajor Karl Truesdell zwischen Dezember 1941 und seiner Ablösung durch Generalmajor Ernest J. Dawley im März 1942 Kommandierender General des VI. Korps (VI Corps). Anschließend fungierte er zwischen dem 9. März und dem 4. September 1942 als Kommandierender General des in Fort Sheridan in Illinois stationierten 6th Service Command und war damit ranghöchster militärischer Offizier im Raum Chicago. Daraufhin war er von September 1942 bis zum 15. Mai 1943 Direktor der Verwaltung der Heeresdiensttruppen (Army Service Forces), neben den Heeresbodentruppen (Army Ground Forces) und den Heeresfliegertruppen (Army Air Forces) die dritte Komponente des US-Heeres (Army of the United States).
Im Anschluss fand Grunert eine weitere Verwendung in der Heeresverwaltung, als er zwischen dem 15. Mai und dem 15. August 1943 stellvertretender Chef des Stabes der Heeresdiensttruppen für die Dienstkommandos (Deputy Chief of Staff for Service Commands, Army Service Forces) war. Als Stellvertreter des Chefs des Stabes der Heeresdiensttruppen, General Brehon B. Somervell, war er damit verantwortlich für die Aufsicht über die neun in den USA stationierten Dienst-, Logistik- und Versorgungskommandos, die aus den früheren Korpsbezirken hervorgingen. Am 10. August 1943 wurde er zum Generalleutnant (Lieutenant-General) der Army of the United States befördert. Im Anschluss war er zwischen August und Oktober 1943 stellvertretender Kommandierender General der Ersten US-Armee sowie des Verteidigungskommandos Ost. Am 8. Oktober 1943 löste er Generalleutnant Hugh A. Drum als Kommandierender General der Ersten US-Armee (First US Army) in Fort Jay auf Governors Island und verblieb auf diesem Posten bis Januar 1944, woraufhin Generalleutnant Omar N. Bradley seine Nachfolge antrat. Zugleich wurde er am 8. Oktober 1943 als Nachfolger von Generalleutnant Drum Kommandierender General des Verteidigungskommandos Ost (Eastern Defense Command), ein territoriales Verteidigungskommandos im Osten der USA. Auf diesem Posten verblieb er bis zu seinem Eintritt in den Ruhestand am 31. Juli 1945. In dieser Verwendung war er in Personalunion zuständig für das im Januar 1944 aufgelöste Verteidigungskommando Mitte (Central Defense Command) sowie das für den Bundesstaat New York zuständige Zweite Dienstkommando (Second Service Command).
Im Juni 1944 beauftragte Kriegsminister Henry L. Stimson Generalleutnant Grunert mit der Untersuchung des Angriffs auf Pearl Harbor. Der nach dem Krieg veröffentlichte Bericht des Pearl Harbor-Untersuchungsausschusses zeichnete die gesamte militärische und diplomatische Geschichte vor dem Angriff auf und stellte dabei große Fehler fest. Der Bericht kritisierte Störungen in der Kommunikation zwischen Außenminister Cordell Hull und dem Chef des Stabes des Heeres (Chief of Staff of the Army), General George C. Marshall sowie das Auslassen geeigneter Maßnahmen des Kommandanten des Hawaiian Department, Generalleutnant Walter C. Short. Die Untersuchungsmethode des Gremiums und seine Schlussfolgerungen werden bis heute kritisiert.
Aus seiner Ehe mit Florence Reynolds Grunert stammte der Sohn George Reynolds Grunert, der als Oberst der US Army ebenfalls im Zweiten Weltkrieg sowie im Koreakrieg diente.

## Auszeichnungen
Auswahl der Dekorationen, sortiert in Anlehnung der Order of Precedence of Military Awards:
- Army Distinguished Service Medal (2 ×)
- Silver Star
- Legion of Merit